# Karina Masotta
Paula Karina Masotta Biagetti (Buenos Aires, 5 maart 1971) is een voormalig hockeyster uit Argentinië.
Ze nam tweemaal deel aan de Olympische Spelen (1996 en 2000) en won met de nationale ploeg de zilveren medaille bij de Olympische Spelen in Sydney (2000). Masotta, bijgenaamd Kari, maakte van 1987 tot 2003 deel uit van de nationale selectie en trad meermalen op als aanvoerster van de ploeg.

## Erelijst
- 1991 –  Pan-Amerikaanse Spelen in Havana
- 1994 –  Wereldkampioenschap in Dublin
- 1995 –  Pan-Amerikaanse Spelen in Mar del Plata
- 1999 –  Pan-Amerikaanse Spelen in Winnipeg
- 2000 –  Olympische Spelen in Sydney
- 2001 –  Champions Trophy in Amstelveen
- 2002 –  Champions Trophy in Macau
- 2002 –  Wereldkampioenschap in Perth